# Tosefta
La Tosefta (en hebreo: תוספתא) es, junto a la Mishná y el Talmud, una de las fuentes legales de la literatura rabínica.
Se trata de un compendio legal con estructura básicamente idéntica —salvo pequeñas excepciones— a la de la Mishná, dividida en los mismos órdenes y tratados. Generalmente se reconoce como complemento de la Mishná. Está escrita en una lengua típicamente misnaica, es decir, en un hebreo rabínico.
La Misná de Yehudá ha-Nasí adquirió rango canónico y sirvió de base para el desarrollo ulterior de la ley judía. Otra colección, la Tosefta (twspt'), es decir, «Suplemento», nunca logró el mismo rango. Su contenido pertenece al período de los tanaítas, los legisperitos de la época mísnica. Según la tradición rabínica, el compilador de la Tosefta fue R. Hiyyá b. Abba, discípulo de Yehudá ha-Nasí. Parece más probable que esta obra sea una fusión de dos colecciones halákicas de Hiyyá y Hosayá. La estructura de la Tosefta recuerda la de la Misná. De los 63 tratados de ésta, sólo faltan Abot, Tamid, Middot y Qinnim; los restantes tienen paralelos exactos en la Tosefta. La naturaleza de esta relación aún no ha recibido una explicación definitiva, pero hay acuerdo en dos puntos: 1) la Tosefta sigue el plan de la Misná y, como indica su nombre, es un suplemento de ella; 2) los redactores de la Tosefta emplearon fuentes anónimas más antiguas que la Misná. Consiguientemente, además de las sentencias pertenecientes a maestros posmisnaicos, la Tosefta cita dichos tanaíticos en su forma completa y original, frente a la versión abreviada que se conserva en la Misná. Contiene además mayor cantidad de haggadá que la obra de Yehudá ha-Nasí.
La edición completa hoy más asequible es la de M.S. Zuckermandel, Tosefta (Pasewalk 1880; reed., Jerusalén 1937 y 1970). Es de cómodo uso la versión inglesa de J. Neusner (Nueva York 1977-86, 6 vols.). En la Universidad de Granada un equipo de investigación prepara la traducción completa al español con comentario. Se la cita como la Misnah, anteponiendo el nombre o la sigla de Tosefta al tratado, capítulo y número de párrafo: TosSot 1,3 = número 3 del capítulo 1 del tratado Sotah de Tosefta.